# Porzellanfabrik Conta & Böhme
Die Porzellanfabrik Conta & Böhme, schlicht auch Conta & Böhme oder Pößnecker Porzellanfabrik genannt, war eine 1790 gegründete Porzellan-Manufaktur mit Sitz in Pößneck. Das Unternehmen produzierte bis in die 1930er Jahre unter anderem Nippes, Badekinder und Puppenköpfe.

## Geschichte
Gegen Ende des 18. Jahrhunderts gründete der aus Gera stammende Fabrikant mit Familiennamen Albert die Pößnecker Porzellanfabrik, die 1804 in den Besitz von Wilhelm Ernst Conta und Christian Gotthelf Böhme überging.
Nach der sogenannten „Franzosenzeit“ erhielt die Firma ihren offiziellen Namen „Porzellanfabrik Conta & Böhme“.
Für die Herzoglich Sachsen-Meiningische Privilegierte Porzellan-Fabrik Conta & Boehme sind verschiedene aus Weißmetall und Messing geprägte Kreuzer-Münzen mit dem Aufdruck „CONTA & BÖHME IN PÖSNECK“ bekannt.

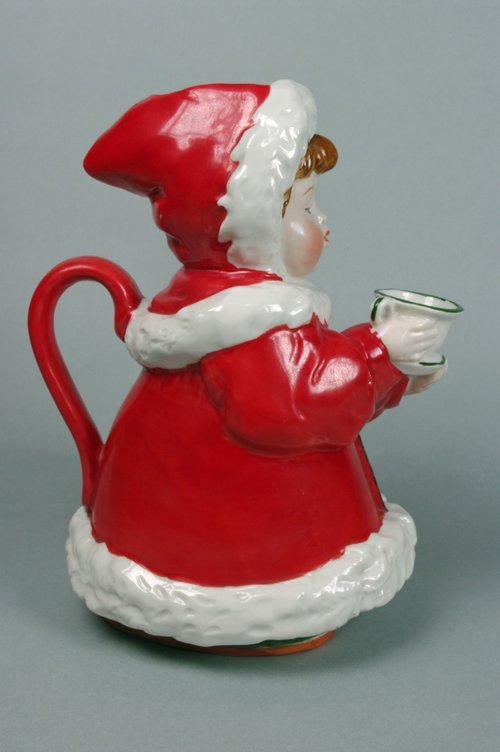
Kakao-Kanne „Bergermädel“ für die Schokoladenfabrik Berger, um 1910;
Entwurf: Siegmund von Suchodolski; mutmaßlich von Conta & Böhme hergestellt; Stadtmuseum Pößneck

Erst in der späten Gründerzeit ließ sich die Firma 1893 ihr Warenzeichen eintragen: ein „Wappen mit geknicktem Ritterarm und Schwert“; auch ein von zwei hocherhobenen Armen hochgehaltens Schild ist bekannt.
Conta & Bohme, seit der Gründung 1790 bekannt für feine Modewaren, Figuren und kleine Hartporzellan-Puppen, schuf eine Puppenserie unter dem Titel „Die-Früh-zu-Bett-Geher“, die für den Export nach England bestimmt waren und dort zum Teil mit „lustigen Titeln“ gehandelt wurden. 1907 warb das Unternehmen in einer Warenliste:
„Fabrikation Hartporzellan: Luxus- und Phantasieartikel für In- und Ausland. Spez. u. Export: Basarartikel in allen Preislagen, Kandelaber, Tafelaufsätze, Jardinieren, Uhrenständer, Spiegel, Gruppen, Pagoden u. sonstige Wackelfiguren, Spitzenfiguren, Figuren, Heiligenfiguren, Weihkessel, Tiere, Tabaksdosen, Zigarrenständer u. -schalen, Ascheständer, Streichfeuerzeuge, Menühalter, Senfmenagen, Schreibzeuge, Schmuck- und Spiegeldosen, Vasen, Großartikel, Badekinder, Puppenköpfe, Zeugpuppen, Wandreliefs, Leuchter, Jardinieren zum Hängen. Ferner Fabrikation von feinstem Alabaster, Modell-, Form-, Stuck-, Bau- u. Düngegips.“
1913 ist Max Conta als Inhaber der Firma nachweisbar; 1920 die Inhaber Charlotte Conta sowie Hermann und Robert Conta.
Zur Zeit des Nationalsozialismus wurde das Unternehmen 1937 stillgelegt.